# Örs
Az Örs régi magyar személynév, törzsnévből ered, talán a magyarokhoz csatlakozott három kabar törzs egyikének a nevéből. Ótörök eredetű, a jelentése férfi.

## Gyakorisága
Az 1990-es években igen ritka név, a 2000-es években nem szerepel a 100 leggyakoribb férfinév között.

## Névnapok
- június 26.[2]
- július 14.[2]
- szeptember 30.[2]
- október 2.[2]

## Híres Örsök
- Harnóczy Örs
- Legeza Örs
- Orosz Örs
- Örs vezér
- Siklósi Örs, az AWS zenekar énekese
- Szathmáry Eörs
- Szokolay Örs
- Szörényi Örs, Szörényi Levente fia, dzsesszdobos

## Földrajz
- Őrs (Alsó- és Felsőörspuszta), Mány része
- Alsóörs, Veszprém megye
- Badacsonyörs, Veszprém megye
- Budaörs, Pest megye
- Felsőörs, Veszprém megye
- Kővágóörs, Veszprém megye
- Mezőörs, Győr-Moson-Sopron megye
- Örsújfalu (szk. Nová Stráž), Komárom része
- Tiszaörs, Jász-Nagykun-Szolnok megye
- Tarnaörs, Heves megye

Lásd még: Felsőörsi prépostsági templom, Őrös, Őrszállás, Pánd